# Michael Proksch
Michael Proksch (* 15. Oktober 1958 in Dresden) ist ein deutscher Komponist, Pianist, Autor und Klavierpädagoge. Er lebt seit 1985 in München, wo er freiberuflich tätig ist. Bekannt wurde er durch eine Vielzahl von Veröffentlichungen, Filmmusiken, musikalisch-literarischen Projekten und Klavierkompositionen für Kinder und Jugendliche. Seine Musik ist auf über 20 CDs und unter anderem in der Porträtsendung „Mit der Flucht war es nicht vorbei“ beim Bayerischen Fernsehen zu hören. Im Jahr 2010 gelang ihm gemeinsam mit seiner Schwester Dorothea Ebert mit dem Buch „Und plötzlich waren wir Verbrecher“ über seine Kindheit in der DDR, den Fluchtversuch und die Zeit als politischer Häftling ein Bestseller.

## Leben
Michael Proksch wuchs gemeinsam mit zwei Schwestern als Sohn des Kunsthistorikers Kurt Proksch und der Lehrerin Gertrud Proksch in Dresden auf. Seine Eltern förderten von früh an seine musischen Veranlagungen. Ab dem Alter von fünf Jahren erhielt er privaten Klavierunterricht. Später wechselte er als sogenannter Übungsschüler in die Klasse von Wolfgang Plehn an der Hochschule für Musik Carl Maria von Weber in Dresden. Auf Grund seiner mathematischen Begabungen wurde er von den Schulbehörden ab der 9. Klasse an die Spezialschule für elektronische Industrie "Martin Andersen Nexö" in Dresden delegiert. Dort absolvierte er 1977 sein Abitur.
Bis zur Einberufung zum Wehrdienst bei der Nationalen Volksarmee im November 1977 arbeitete er als Nachtwächter in der Gemäldegalerie „Alte Meister“ in Dresden. Nach 18-monatiger Wehrpflicht studierte Proksch von September 1979 bis Anfang 1981 Elektronik an der Technischen Hochschule Karl-Marx-Stadt, der heutigen Technischen Universität Chemnitz. Nach dem Abbruch des Elektronikstudiums zog er sich für ein Jahr in ein Ferienhaus seiner Großeltern im Erzgebirge zurück, um sich ausschließlich dem Klavierspiel zu widmen und sich so auf die Aufnahmeprüfung für ein Musikstudium vorzubereiten. Den Lebensunterhalt verdiente er sich als Briefträger und durch Nachtschichten als Bandhilfsarbeiter im VEB dkk Scharfenstein, einem Hersteller von Kühlschränken.
Um die Zeit bis zum Studienbeginn zu überbrücken, spielte er Klavier, Keyboard und Gitarre in der Band „Akzent“. Von September 1982 bis August 1983 studierte er Klavier an der Hochschule für Musik Carl Maria von Weber in Dresden in der Klasse von Günter Hörig.

## Versuchte Flucht in die Bundesrepublik und Inhaftierung
Im August 1983 begannen Michael Proksch, seine Schwester Dorothea Ebert, sein Schwager Mathias Ebert und sein Studienfreund Gerd Hortsch mit den Vorbereitungen für die Flucht aus der DDR: Sie kauften sich einen gebrauchten PKW Moskwitsch und fuhren vorgeblich für einen Urlaub zunächst nach Ungarn und dann nach Bulgarien, wo sie in Westbulgarien im Gebiet um den Berg Kom versuchten, die Grenze zu Jugoslawien überwinden (heute die Grenze zwischen Bulgarien und Serbien). Nach einer 16-stündigen Wanderung stießen sie mitternachts auf die ersten Grenzsicherungsanlagen. Nachdem sie diese ersten Anlagen überwunden hatten, dachte die Gruppe, dass sie sich im damaligen Jugoslawien befinden würden. Dies war jedoch ein Irrtum. Der Grenzverlauf war in der Touristenkarte bewusst falsch eingetragen und die eigentliche Grenze befand sich mehrere hundert Meter weiter westlich. Als sie im Morgengrauen des 23. August 1983 die wirkliche Grenze erreichten, wurden sie durch Schüsse von bulgarischen Grenzsoldaten zum Aufgeben gezwungen und gefangen genommen. Aus der bulgarischen Untersuchungshaft in Sofia wurden die Flüchtlinge an die DDR überstellt und von September 1983 bis Januar 1984 im Ost-Berliner Untersuchungsgefängnis der Staatssicherheit Magdalenenstraße und später in Hohenschönhausen verhört.
Am 13. Januar 1984 sprach ein Dresdener Gericht unter Ausschluss der Öffentlichkeit Michael Proksch, seine Schwester Dorothea Ebert und Gerd Hortsch wegen illegalem Grenzübertritt im schweren Fall nach §213 (Republikflucht) schuldig. Sie wurden zu 2 Jahren und 8 Monaten Haft verurteilt. Mathias Ebert erhielt 2 Jahre und 10 Monate Haft, vermutlich weil er das Auto angekauft und gefahren hatte. Michael Proksch war bis Februar 1985 in den Strafvollzugsanstalten Cottbus und Brandenburg inhaftiert, im Februar 1985 wurde er ebenso wie seine Mitflüchtlinge durch die Bundesrepublik Deutschland freigekauft. Seine Schwester Dorothea wurde in Hoheneck in Stollberg/Erzgebirge inhaftiert.

## Leben in der Bundesrepublik
Nach der Übersiedlung nach München unterrichtete Proksch zunächst Anfänger am Klavier, da er nach der schweren Zwangsarbeit im Gefängnis (siehe Veröffentlichung 2016) länger brauchte, um zur alten Fingerfertigkeit zurückzugelangen. Danach absolvierte er zwischen 1986 und 1989 eine pianistische und klavierdidaktische Ausbildung bei Lola Tavor in Genf und baute sich eine private Klavierklasse in Nymphenburg auf. Zwischen 1990 und 1993 folgten Kompositionsstudien bei Jürgen Werner in Berlin und bei Rudi Spring in München. In dieser Zeit erfolgten erste eigene Kompositionen für Kinder.
Proksch ist auf verschiedenen Gebieten künstlerisch tätig: Er komponiert Musik vor allem für Dokumentar- und Imagefilme. Seit seiner Veröffentlichung „Ein Spanier für Elise“ bei Breitkopf & Härtel gibt er regelmäßig Fortbildungskurse „Klavier vierhändig“ und „Klavierdidaktik“. Seit 1996 arbeitete er in musikalischen Programmen mit der Schauspielerin Juliane Kosarev zusammen, die zu Auftritten in Berlin, Genf, Paris, Hamburg und München führten. Neben zahlreichen Bühnenprojekten hat er zwischen 1997 und 2005 mehrere Bände einer Klavierdidaktik „Klavier ab vier“ bei Breitkopf & Härtel veröffentlicht. Es folgten über einhundert Klavierstücke, die in verschiedenen Heften veröffentlicht wurden. 2006 lebte er als „Composer in Residence“ im Schloss Großkochberg und führte die dort entstandenen Kompositionen auf. Durch ein Kompositionsstipendium konnte er über ein Jahr lang an dem multimedialen Musikzyklus „D-Mut“ arbeiten. Am 3. Oktober 2010 kam es im Rahmen der Feierlichkeiten zum 20. Jahrestag der Wiedervereinigung in Dresden zur Uraufführung. In der Besetzung Klavier, Saxophon, Streichquartett, Percussion, E-Gitarre und Chor, sowie mit dem Schauspieler Alf Mahlo musizierten Musiker aus Ost- und Westdeutschland als symbolischer Akt miteinander.
Seit 2015 tritt Proksch mit einem eigenen Programm „Sehnsucht nach Stille“ gemeinsam mit Stephan Rieckhoff, dem Solocellisten des Orchester „Suisse Romand“, auf und führt jährlich neue Klavierkompositionen im Johannis-Saal von Schloss Nymphenburg auf.

## Filmmusik
Proksch komponierte Musik vor allem für Dokumentarfilme des Bayerischen Rundfunks und des ORF sowie für Imagefilme. Aus der Zusammenarbeit mit der Münchner Regisseurin Angelika Lizius entstanden eine ganze Reihe von Produktionen für das Fernsehen, zum Beispiel „Caspar David Friedrich – Landschaften der Seele“ (2001), „Frida Kahlo“ (2010), „Cartier und Faberge“ (2003), „Vom rechten Umgang mit der Zeit“ (1997), „Die vier Jahreszeiten“ (1999), „Goldener Glanz in dunkler Zeit“ (2002), „Deutsche Expressionisten“ (2006). Beim 2010 entstandenen Film „Mit der Flucht ist es nicht vorbei“, der in der Reihe „Lebenslinien“ des Bayerischen Rundfunks erstellt wurde, vertonte Proksch seinen eigenen Werdegang.
Für die Salzburger Firma „ebner film & Multimedia“ entstanden Fernsehproduktionen wie „Mächtig, wild und still – Mit der Kraft des Wassers“ (2013), oder „Almen – Zwischen Idylle und Realität“ (2017). Dazu preisgekrönte Imagefilme wie „Baumit“ oder „Wiener Wohnen“. Durch die Zusammenarbeit mit der Regisseurin Freya Klier entstanden Kompositionen für die Fernsehfilme „Wir wollen freie Menschen sein! Volksaufstand 1953“ und „Die Vergessenen. Tod, wo andere Urlaub machen“ (2011).
Für das Museum Leopold Wien vertonte er den Film „Impressionistische Malerei aus dem Musée d'Orsay“. Für das Museum „Nationalpark Hohe Tauern“ entstanden Musiken für „Ein Tag auf der Alm“ und „Mikrokosmos Schmetterlingswiese“.

## Buch „Und plötzlich waren wir Verbrecher“
In den Jahren 2006 bis 2009 verfassten Proksch, seine Schwester Dorothea Ebert und ihre Mutter Gertrud Proksch Lebenserinnerungen, die schließlich in dem Buch „Und plötzlich waren wir Verbrecher – Geschichte einer Republikflucht“, mündeten, das im Jahr 2010 bei der dtv Verlagsgesellschaft erschien. Über das Buch erschienen zahlreiche Rezensionen, etwa im Deutschlandfunk Kultur von Freya Klier.
Das Buch wurde etwa im Juli 2010 bei der Bundesstiftung zur Aufarbeitung der SED-Diktatur vorgestellt und im November 2010 im Literaturforum im Brecht-Haus im Gespräch mit dem Historiker Wolfgang Benz. In der Folge kam es zu mehreren Porträts über Proksch und seine Schwester, etwa in der Reihe „Lebenslinien“ im Bayerischen Fernsehen.

## Kompositionen und Bühnenprojekte
- 1994 Uraufführung von „Marys musikalische Reise“ (16 Variationen für Klavier) in Brüssel
- 1995 Uraufführung „Only me, only you“, Instrumentalstück für „The Odeon Orchestra“
- 1996 Uraufführung der Klavierkomposition "Hyakutake" in München
- 1997 „Genialer Künstlerschweiß“, literarisch musikalisches Projekt über Texte von Heinrich Heine mit klassischer Musik, Eigenkompositionen und Improvisationen, Auftritte in Hamburg, Köln, Berlin, München, Genf und Paris
- 2000 „Wie man ein Liebesabenteuer treibt“, literarisch musikalisches Projekt, Poesie aus 2000 Jahren mit Eigenkompositionen, Auftritte bis 2007
- 2006 „Sehnsucht nach Stille“, Kompositionen für Cello und Klavier
- 2010 Uraufführung des Musikzyklus' D-Mut in Dresden.

## Veröffentlichungen

### Noten, Klavierschulen und CDs
- 1997 Klavier ab Vier: 72 Stücke aus Klassik und Moderne, Mathias Ebert, Adera-Verlag München (CD)
- 1997 bis 2000 Für kleine Klavierkünstler. Klavierschule in vier Teilen, Adera-Verlag München.
- 1997, mit Juliane Kosarev: CD Genialer Künstlerschweiß mit Texten von Heinrich Heine und Eigenkompositionen.
- 2001, mit Juliane Kosarev Wie man ein Liebesabenteuer treibt: Poesie und Musik aus zweitausend Jahren. Adera, München 2001 (CD)
- 2003 bis 2005 Vertonung von Anselm Grün Engel, Das kleine Buch vom wahren Leben, Das kleine Buch vom wahren Glück! (CDs)
- 2003 „Ein Spanier für Elise“, Noten mit CD, Verlag Breitkopf & Härtel
- 2004 CD „Klaviergeschichten“, Adera-Verlag München
- 2005 Notenhefte „Klaviergeschichten Teil 1 und 2“
- 2006 Vertonung von „Samantha“ von Sergio Barbaren (CD)
- 2007 Melancholie music for film (CD)
- 2008 Single „Felix Fussball, Fussball“ bei 313 music JWP (CD)
- 2010 „Alpentöne“ mit Andreas Suttner (Doppel-CD)
- 2012 Notenheft mit CD „Piano Poetry“ bei Breitkopf & Härtel
- 2016 CD „Piano poems“ bei minds and music im DNA Verlag
- 2018 Notenheft „Zeit für mich - 25 stimmungsvolle Klavierstücke für alle Altersklassen“, Heinrichshofen & Noetzel
- 2018 Notenheft „Hänschen klein reist in die Welt der großen Meister“, Heinrichshofen & Noetzel

### Veröffentlichungen zur DDR
- Dorothea Ebert, Michael Proksch, Ina-Maria Martens (Hrsg.): Und plötzlich waren wir Verbrecher: Geschichte einer Republikflucht. Deutscher Taschenbuch-Verlag, München 2010, 2. Auflage 2014, ISBN 978-3-423-24799-3.
- 2014 autobiografischer Beitrag Der Pianist in Nur raus hier! 18 Geschichten gegen das Vergessen. Ankerherz-Verlag.[8]
- 2016 Beitrag in Die Reichsbahn und der Strafvollzug in der DDR. Klartext-Verlag.
- 2017 Beitrag in Zwischen Humor und Repression – Studieren in der DDR. Mitteldeutscher Verlag.

## Preise und Auszeichnungen
- 2006 Composer in Residence der Klassik Stiftung Weimar in Schloss Großkochberg
- 2007 Preisträger Kompositionswettbewerb des Tonkünstlerverbandes
- 2009 „Intermedia Globe Silver“ für „Baumit – Ideen mit Zukunft“ beim World Media Festival
- 2016 „Intermedia Globe Gold“ für „Almen – zwischen Idylle und Realität“ beim World Media Festival Tourism 2016, sowie „Gold Remi Award“ beim Houston International Filmfestival, Texas, 2016.
- 2016 „Silver Remi Award“ für „Mikrokosmos Schmetterlingswiese“ beim Houston International Filmfestival, Texas.